# سارا تاکاتسوکی
سارا تاکاتسوکی (انگلیسی: Sara Takatsuki؛ زادهٔ ۱۰ اوت ۱۹۹۷) بازیگر اهل ژاپن است. وی از سال ۲۰۰۸ میلادی تاکنون مشغول فعالیت بوده‌است.